# Rômulo Gouveia
Rômulo José de Gouveia (Campina Grande, 19 de março de 1965 – Campina Grande , 13 de maio de 2018) foi um político brasileiro.
Filiado ao PSD, era  deputado federal eleito pelo estado da Paraíba e presidente da legenda no estado. Também exerceu mandatos de Vice-governador e deputado estadual pelo mesmo estado e também foi vereador na cidade de Campina Grande. Foi filiado ao PMDB, PPS e PSDB.
Rômulo Gouveia estava internado numa clínica em Campina Grande, recuperando-se de uma infecção, recebeu alta e voltou para casa. Na madrugada de 13 de maio de 2018, sentiu fortes dores e foi levado ao Hospital Antonio Targino, durante 30 minutos a equipe médica tentou reanimá-lo mas não teve sucesso, vindo o mesmo a falecer.

## Biografia
Filho de José Antônio de Gouveia (taxista aposentado) e Berenice de Almeida Gouveia (dona de casa). Era casado com a pedagoga e ex-deputada estadual Eva Gouveia e é pai de quatro filhos: Robson, Lucas, Pablo e Rômulo Filho.
Rômulo Gouveia foi administrador, bacharel em Direito e funcionário público, foi presidente SAB (Sociedade de Amigos de Bairro) do Jardim Tavares em Campina Grande e da UCES (União Campinense de Equipes Sociais), em 1989 foi convidado para ocupar o cargo de coordenador da Merenda Escolar da 3ª Região de Ensino em Campina Grande, depois, Diretor Regional da Companhia Estadual de Habitação Popular em 1991, até entrar na política em 1992 quando foi eleito vereador.

## Carreira Política
Em 1992, se elegeu vereador em Campina Grande, reelegendo-se em 1996.
Em 1998, se elegeu deputado estadual, reelegendo-se em 2002 e sendo o presidente da Assembleia Legislativa entre os anos de 2003 e 2007.
Em 2004, perdeu a eleição para a prefeitura de Campina Grande para o então vereador Veneziano Vital do Rêgo com uma diferença de 791 votos. Número muito pequeno levando em consideração os 247 231 eleitores que a cidade possui. Assim, Veneziano Vital foi eleito com 50,19% e Rômulo Gouveia perdeu com 49,81% dos votos válidos.
Em 2006, se elege para uma vaga de deputado federal, sendo o terceiro mais votado em toda a Paraíba
Em 2008, disputa novamente a prefeitura de Campina Grande, mas é mais uma vez derrotado pelo prefeito Veneziano Vital do Rêgo por uma diferença de 6 879 votos. Assim, Veneziano ganhou com 51,52% dos votos e Rômulo perdeu com 48,48% dos votos válidos.
Em 2010 é eleito vice-governador da Paraíba na chapa comandada pelo ex-prefeito de João Pessoa Ricardo Coutinho numa aliança entre PSB/PSDB.
Em 2014 rompe politicamente com o governador Ricardo Coutinho pelo fato de ter sido rifado e preterido na disputa pela vaga de senador na chapa majoritária e elege-se novamente ao cargo de deputado federal na coligação A Vontade do Povo junto com o PSDB, sendo assim eleito o 9º mais votado em todo o estado, assim retorna ao seu grupo político de origem que é capitaneado pelo então senador e candidato ao governo da Paraíba Cássio Cunha Lima.
Foi reeleito deputado federal em 2014, para a 55.ª legislatura (2015-2019), pelo PSD. Votou a favor do Processo de impeachment de Dilma Rousseff. Já durante o Governo Michel Temer, votou a favor da PEC do Teto dos Gastos Públicos. Em abril de 2017 foi favorável à Reforma Trabalhista. Em agosto de 2017 votou contra o processo em que se pedia abertura de investigação do então presidente Michel Temer, ajudando a arquivar a denúncia do Ministério Público Federal.
Faleceu na madrugada de 13 de maio de 2018, vítima de um infarto fulminante. Seu suplente na Câmara é Marcondes Gadelha.

### Histórico Eleitoral:[8]
Vereador em 1988 pelo PMDB
- Rômulo Gouveia - 791 - 0,81% - Não Eleito

Vereador em 1992 pelo PMDB
- Rômulo Gouveia - 1 716 - 1,56% - Eleito

Vereador em 1996 pelo PMDB
- Rômulo Gouveia - 4 028 - 2,83% - Eleito

Dep. Estadual em 1998 pelo PMDB
- Rômulo Gouveia - 17 809	- 1,39% - Eleito

Dep. Estadual em 2002 pelo PSDB
- Rômulo Gouveia - 28 996	- 1,67% - Eleito

Prefeito de Campina Grande em 2004 pelo PSDB
- Rômulo Gouveia - 101 109 - 49,81% - Não Eleito

Dep. Federal em 2006 pelo PSDB
- Rômulo Gouveia - 152 330 - 7,87% - Eleito

Prefeito de Campina Grande em 2008 pelo PSDB
- Rômulo Gouveia - 109 343 - 48,48% - Não Eleito

Vice-Governador em 2010 pelo PSDB
- Governador: Ricardo Coutinho (PSB) - 1 079 164 - 53,7% - Eleito
- Vice: Rômulo Gouveia - Eleito

Dep. Federal em 2014 pelo PSD
- Rômulo Gouveia - 84 820 - 4,38% - Eleito